# Epilobium facchinii
Epilobium facchinii là một loài thực vật có hoa trong họ Anh thảo chiều. Loài này được Hausm. ex Focke mô tả khoa học đầu tiên năm 1881.